# Самуель Гайндс
Самуель Арчибальд Ентоні Гайндс (англ. Samuel Archibald Anthony Hinds) (нар. 27 грудня 1943) — гаянський політик.

## Життєпис
За освітою інженер-хімік. Після закінчення вишу працював за фахом.
9 жовтня 1992 року після обрання на посаду президента країни Чедді Джагана й перемоги Народної прогресивної партії на парламентських виборах очолив уряд Гаяни, замінивши на посаді прем'єр-міністра Гамільтона Гріна. Після того як 6 березня 1997 Джаган помер, Гайндс став президентом країни. На посаду прем'єр-міністра було призначено вдову померлого президента Дженет Джаган, яка 19 грудня 1997 також стала президентом, а Гайндс повернувся на посаду голови уряду. 9 серпня 1999 року Гайндс вийшов у відставку на користь Бхаррата Джагдео для того, щоб останній 11 серпня 1999 став президентом. Того ж дня Гайндс знову став прем'єр-міністром.